# テーブルマウンテン
テーブルマウンテン（英語: tableland）とは、地盤のやわらかい部分が風雨で削り取られ、固い地盤だけが台形状に残った山。陸に浮かぶ船や陸の孤島に形容される。

## 著名なテーブルマウンテン

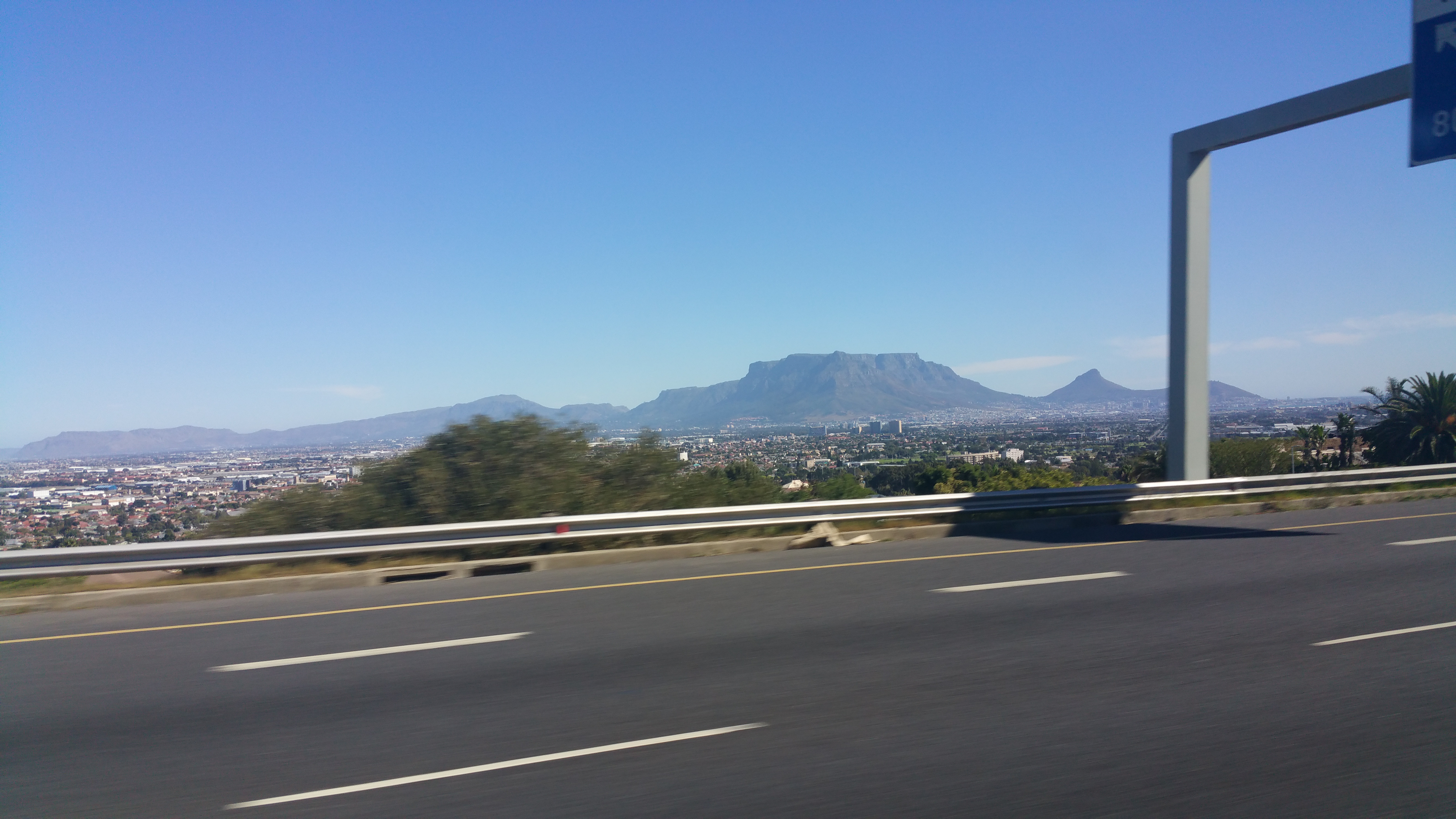
テーブルマウンテン - ケープタウンから

- 南アフリカ共和国西ケープ州にある頂上が平らな山。ケープタウンを見下ろす位置にある。標高 1,086m (3,566 feet) 、幅はおよそ3km。南緯33° 57、東経18° 25′。 - テーブルマウンテン (南アフリカ) を参照。

- ロライマ山

ギアナ高地のベネズエラ、ガイアナ、ブラジルの三つの国境にまたがっている。ギアナ高地にはロライマ山と同様の台形状の山が数多くある。こちらは先住民の言葉でテプイと呼ばれる。「ヴィーナスの壺」と呼ばれる食虫植物のヘリアンフォラ、モウセンゴケ、スジバネクワガタなど4000種の動植物が生息する。

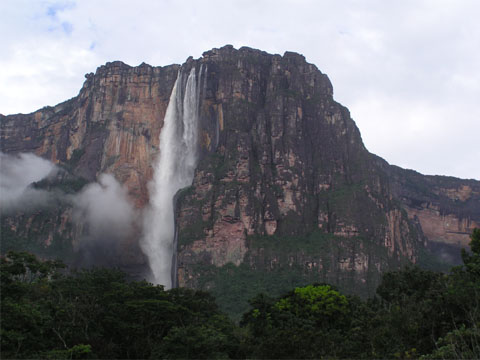
ギアナ高地最大のテーブルマウンテンであるアウヤンテプイにある瀑布エンジェルフォール